# Héctor Napolitano
Héctor Luis Napolitano Galarza, conocido popularmente como Viejo Napo, (Guayaquil, 29 de noviembre de 1955) Es un músico, cantante y guitarrista ecuatoriano con una amplia producción musical que va desde el rock, blues, country, jazz; hasta el son, las guajiras y los pasillos. Su trayectoria se remonta a principios de los años setenta, cuando apenas entraba a la adolescencia, como líder de la transgresora banda de rock Los Apóstoles. Posteriormente, fue integrante del grupo de música experimental Promesas Temporales.

## Inicios
Nacido en la ciudad de Guayaquil el 29 de noviembre de 1955 como Héctor Luis Napolitano Galarza y criado en el tradicional Cerro del Carmen en Guayaquil, entre los 8 y 9 años comenzó a componer música. Estudió en el Colegio Aguirre Abad donde formó un conjunto que, asegura él, "nadie le ganaba en los concursos intercolegiales. Éramos roqueros pero de música pesada: Jimmy Hendrix, Led Zepellin”. En Guayaquil, entre 1962 a 1968, fueron los años hippies del amor y paz, en los que la banda de rock de Napolitano "Los Apóstoles", hizo su aparición.

### Promesas Temporales
En 1979, abandonó Guayaquil y se trasladó a Quito hasta 1982. En Quito se instaló en el barrió de Guápulo y en 1981 junto con Ataulfo Tobar, Diego Luzuriaga, Juan Mullo, Alex Alvear y Dany Cobo forman "Rumbasón". Posteriormente, con Hugo Idrovo y Alex Alvear, formó Promesas Temporales, banda que existiría entre 1983 a 1987 y que en marzo de 1986 publica su único álbum homónimo. En el año 1993 se fue a vivir a las Islas Galápagos.
Durante 1996, en una reedición, se digitaliza el CD del álbum Promesas Temporales/Arcabuz, incluyendo temas nuevos interpretados por Idrovo y Napolitano, "Gringa Loca (valsecito criollo)" y otras versiones eléctricas de "gringa loca (bluescesito criollo)" y "Amigo Trigo".
Después de la separación del grupo, en el año 1990, graba junto a Hugo Idrovo, para el sello Fediscos, el EP "Recuerda a Lennon", que incluía también el tema "Brujas".

### Son de Galápagos
Héctor Napolitano había trasladado su residencia a las Islas Galápagos, y en el año 1994 publicó su CD "Son de Galápagos" el cual fue grabado para el sello Son de Galápagos Producciones, que contenía 17 canciones, entre ellas "Cuando pienses en mi", "Viejo mangle de tortuga bay" y la instrumental "Gilda".

### Antología del encebollado
En el año 1988, graba con Raul Idrovo el álbum "Antología del Encebollado", este disco recopila temas como "Cuando pienses en mi", "Extremaunción", "El sonero se murió", "Gringa loca", "Venenoso Batracio", fue respaldado por el sello Miles Récords y producido por Juan Terneus. El título del disco hace referencia a un plato de comida típico de la ciudad de Guayaquil.

### Iguanamen de Galápagos
De vuelta en las Islas Galápagos, en el año 2002 forma, junto a Jeff Frazier y el «Gringo» Juan, el grupo Iguanamen de Galápagos como una banda de blues rock, soul, bolero rockolero con influencias ecuatorianas y letras en español e inglés. Este disco contiene los temas "Un mojón en la marea", "Platos Sucios", "Me cansé de vivir" y "Si tu no estás aquí".

### Cangrejo Criminal
Regresa a Guayaquil en el 2004 y publica el CD "Cangrejo Criminal" que incluye, además del tema que le da título al disco, temas como "Guajira para Guayaquil", "Bolón de verde", "Corazón de Matazarno". También creó una nueva versión en bolero del tema "Cuando pienses en mi", grabada con la Banda de la Armada Nacional.

### Sancocho de Hueso Blanco
En 2006, aparece su CD "Sancocho de Hueso Blanco" que incluye diez canciones, seis de ellas nuevas. 
En el año 2007 se somete a una cirugía para extraerse un tumor de la cabeza.
En 2016, aparece en redes sociales el vídeo de un nuevo tema denominado "Sin pan ni pedazo", cuyo sencillo había sido publicado un año antes.